# Пісоцький Євген Валерійович
Євген Валерійович Пісоцький (нар. 22 квітня 1987, Запоріжжя, Українська РСР, СРСР) — український футболіст, що виступав на позиції півзахисника. Після завершення кар'єри гравця — футбольний тренер.

## Кар'єра гравця
Вихованець запорізького «Металурга», перший тренер — Олександр Рудика. З 2001 по 2004 рік виступав за «Металург» у ДЮФЛ, після чого став виступати за «Металург-2» у Другій лізі.
У складі основної команди «Металурга» дебютував в вищій лізі 10 червня 2007 року в домашньому матчі проти «Харкова» (3:1), після чого став стабільно залучатись до матчів першої команди.
За підсумками сезону 2010/11 «Металург» знову посів останнє 16 місце та вилетів у Першу лігу України. Попри це, Євген залишився в команді й, забивши 10 голів у 34 матчах, допоміг клубу повернутись до еліти. Там Пісоцький провів ще два сезони.
16 травня 2014 року головний тренер «Ворскли» Василь Сачко оголосив про підписання Пісоцького, втім, жодного разу до заявки ні основної, ні молодіжної команди півзахисник так і не потрапив.
У січні 2015 року підписав контракт із клубом «Іллічівець». Однак, зігравши у двох спарингах на тренувальних зборах, в Пісоцького стався рецидив травми, і клуб розірвав угоду з гравцем.

### Збірна України
З 2002 по 2005 рік виступав за юнацькі збірні України різних вікових категорій.

## Тренерська кар'єра
19 червня 2019 року став асистентом головного тренера харківського «Металіста 1925».